# Hylodidae
Hylodidae là một họ động vật lưỡng cư trong bộ Anura. Họ này có 42 loài.

## Phân loại học
Họ Hylodidae gồm các chi sau:
- Crossodactylus Duméril & Bibron, 1841: 11 loài
- Hylodes Fitzinger, 1826: 24 loài
- Megaelosia Miranda-Ribeiro, 1923: 7 loài

## Hình ảnh

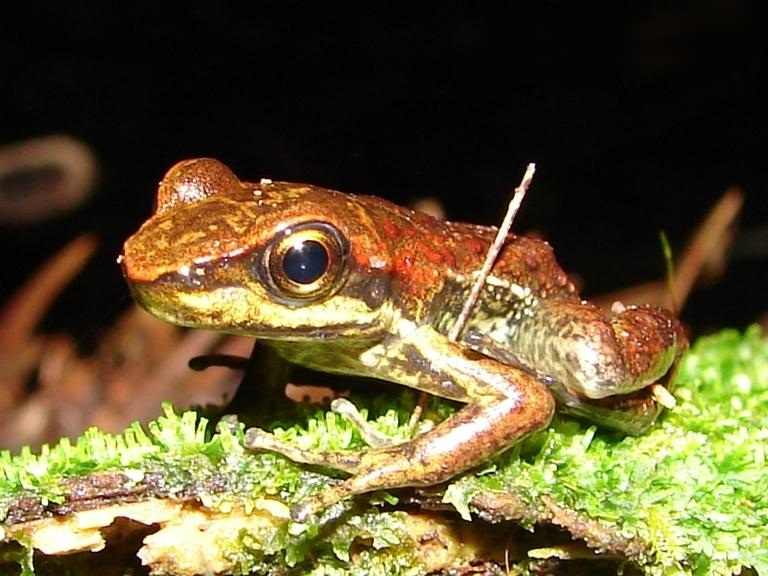
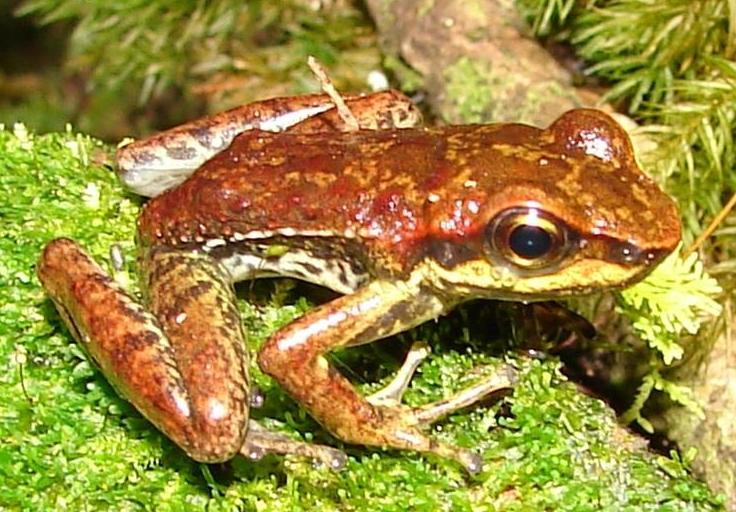